# Френк Степлтон
Френк Степлтон (англ. Frank Stapleton, нар. 10 липня 1956, Дублін) — ірландський футболіст, нападник. По завершенні ігрової кар'єри — футбольний тренер.
Як гравець насамперед відомий виступами за клуби «Арсенал» та «Манчестер Юнайтед», а також за національну збірну Ірландії.
Триразовий володар Кубка Англії. Володар Суперкубка Англії з футболу.

## Клубна кар'єра
У дорослому футболі дебютував у 1974 році виступами за команду клубу «Арсенал», в якій провів сім сезонів, взявши участь у 225 матчах чемпіонату. Більшість часу, проведеного у складі лондонського «Арсенала», був гравцем атакувальної ланки основного складу команди. У складі лондонського «Арсенала» був одним з головних бомбардирів команди, маючи середню результативність на рівні 0,33 голу за гру першості.
Своєю грою за цю команду привернув увагу представників тренерського штабу клубу «Манчестер Юнайтед», до складу якого приєднався 1981 року. Відіграв за команду з Манчестера наступні шість сезонів своєї ігрової кар'єри. Граючи у складі «Манчестер Юнайтед» також здебільшого виходив на поле в основному складі команди. За цей час двічі виборював титул володаря Кубка Англії, ставав володарем Суперкубка Англії з футболу.
Згодом з 1987 до 1994 року грав у складі команд клубів «Аякс», «Дербі Каунті», «Гавр», «Блекберн Роверз», «Олдершот», «Гаддерсфілд Таун» та «Бредфорд Сіті».
Завершив професійну ігрову кар'єру у нижчоліговому клубі «Брайтон енд Гоув», за команду якого виступав протягом 1994—1995 років.

## Виступи за збірну
У 1976 році дебютував в офіційних матчах у складі національної збірної Ірландії. Протягом кар'єри у національній команді, яка тривала 15 років, провів у формі головної команди країни 71 матч, забивши 20 голів.
У складі збірної був учасником чемпіонату Європи 1988 року у ФРН, чемпіонату світу 1990 року в Італії.

## Кар'єра тренера
Розпочав тренерську кар'єру, ще продовжуючи грати на полі, у 1991 році, очоливши тренерський штаб клубу «Бредфорд Сіті».
Наразі останнім місцем тренерської роботи був клуб «Нью-Інгленд Революшн», команду якого Френк Стейплтон очолював як головний тренер у 1996 році.

## Титули і досягнення
- Володар Кубка Англії (3):

«Арсенал» (Лондон): 1979
«Манчестер Юнайтед»: 1983, 1985
- Володар Суперкубка Англії з футболу (1):

«Манчестер Юнайтед»: 1983